# Karl Dyckerhoff
Karl Philipp Dyckerhoff (* 14. Januar 1825 in Mannheim; † 22. Februar 1893 in Karlsruhe) war ein deutscher Bauingenieur.
Karl Dyckerhoff, Sohn des Baurats Jacob Friedrich Dyckerhoff, besuchte das Lyceum in Mannheim. Er studierte von 1842 bis 1847 am Polytechnikum Karlsruhe, wo er der Burschenschaft Teutonia beitrat. In den zwei darauf folgenden Jahren wurde er Baueleve in Achern und Bühl. Im Jahre 1850 bestand Dyckerhoff sein Examen und wurde im Kirchenbau tätig.
Von 1852 bis 1857 leitete er den Bau des Konstanzer Münsters. Nach dem Tod von Johann Ludwig Weinbrenner leitete Dyckerhoff in provisorischer Weise die Bezirksbauinspektion Baden-Baden. Ab 1859 leitete er die Bezirksbauinspektion in Mannheim und ab 1879 die in Karlsruhe. 1881 wurde er zum Baurat ernannt.
Die größten Leistungen Dyckerhoffs waren die Ausschmückung des Schlossplatzes in Karlsruhe mit Kandelabern und Fontänen, die Anlagen des großherzoglichen Hofwasserwerkes im Karlsruher Hardtwald, der Bau der St. Galluskirche in Ladenburg, der Schlosskirche in Pforzheim, des Palais des Grafen Douglas in Karlsruhe, der Kirche in Deutschneureut und des großherzoglichen Zollgebäudes in Karlsruhe.